# Arthur-Schnitzler-Hof
Der Arthur-Schnitzler-Hof ist ein Gemeindebau im 19. Wiener Gemeindebezirk Döbling. Er wurde zwischen 1959 und 1960 nach Plänen der Architekten Michel Engelhart und Alois Machatschek errichtet und umfasst 47 Wohnungen. Die Wohnanlage liegt nahe an der Grenze zu den Bezirken Alsergrund und Währing an der Döblinger Hauptstraße 1 bzw. dem Währinger Gürtel 141 (Katastralgemeinde Oberdöbling).

## Geschichte
Ursprünglich gehörte das Grundstück der Wohnanlage zum Jüdischen Friedhof Währing. Nach der Enteignung der Israelitischen Kultusgemeinde Wien durch die Nationalsozialisten ging das gesamte Friedhofsareal 1942 in den Besitz der Stadt Wien über. An der Döblinger Hauptstraße wurden etwa 1.500 bis 2.000 Gräber durch Aushubarbeiten für einen nie verwirklichten Löschwasserteich zerstört, wobei die Kultusgemeinde die Gebeine der betroffenen Gräber zuvor so weit wie möglich exhumiert und am Wiener Zentralfriedhof in einem Massengrab bestattet hatte. Nach dem Zweiten Weltkrieg konnte die Israelitische Kultusgemeinde nach zähen Verhandlungen eine Restituierung des Friedhofareals erreichen, jedoch musste sie im Gegenzug das zerstörte Areal an der Döblinger Hauptstraße an die Stadt Wien abtreten. Obwohl die Gemeinde Wien der Kultusgemeinde zusicherte, das Grundstück niemals zu bebauen, erfolgte am 12. Mai 1958 nach dem Gemeinderatsbeschluss vom 28. März 1958 die Umwidmung des Geländes in Bauland der Bauklasse IV. Danach erfolgte zwischen 1959 und 1960 die Errichtung des Gemeindebaues, der nach dem Schriftsteller Arthur Schnitzler benannt wurde.
Zwischen 2004 und 2005 wurde der Gemeindebau um rund 870.000 Euro saniert, wobei neben der Erneuerung der Fenster und Türen auch die Anbringung einer Vollschutzwärmedämmung erfolgte.

## Bauwerk
Nachdem zwischen 1958 und 1959 im Helmut-Qualtinger-Hof die ersten drei Hochhäuser Döblings entstanden waren, planten Michel Engelhart und Alois Machatschek auf dem leicht abfallenden Gelände mit dem 13-stöckigen Arthur Schnitzler-Hof eine deutlich höhere Wohnanlage. Der Baukörper besteht dabei aus zwei in ihrer Höhe und Lage verschobenen Gebäudeteilen, die durch ein gemeinsames Stiegenhaus verbunden wurden. Die Architekten versetzten die beiden Baukörper dabei um einen Halbstock und gliederten die schlichte Fassade durch die senkrechte Farbgestaltung in den Farben gelb, grau und gelb. An den zum Währinger Gürtel bzw. zur Billrothstraße gewandten Fassaden bestehen mittig angebrachte Balkone, während das Stiegenhaus von der Fassade leicht zurückspringt. Links des Zugangs zum Arthur-Schnitzler-Hof befindet sich der Brunnen „Reiter“, der von Franz Fischer gestaltet wurde.